# 萊米 (音樂家)
萊米，本名伊恩·弗雷澤·凱爾密斯特（英語：Ian Fraser Kilmister，1945年12月24日—2015年12月28日），是一位英國的搖滾／重金屬歌手、貝斯手、詞曲作家、音樂製作人與演員，葛萊美獎搖滾樂團摩托頭的創始人與主導者，其位置為主唱兼貝斯手。他的音樂風格和生活方式，使他成為傳奇人物。他具有強烈的個人形象，包括融合搖滾、飆車族、西部牛仔與軍官特質的服飾，直爽叛逆的態度，以及30年不變的連鬢鬍，成為重金屬和搖滾樂的象徵之一。
他18歲開始加入多個樂團，22歲成為吉米·罕醉克斯的技師，30歲成立了自己的樂團摩托頭，成為速度金屬流派的先驅。35歲時的作品奪下英國專輯排行榜冠軍，達到職業生涯的高峰，自此成為一名音樂界的傳奇人物，名列《響度導線》雜誌「史上50大重金屬搖滾核心人物」第18名。有大半時間都在錄音和巡迴演出中度過，直到他在2015年12月底因癌症逝世，享壽70歲。
除了他鮮明粗獷的搖滾樂風格：「性愛、毒品、賭博」，萊米不羈的方活方式更為人所知，他長期嗜酒並經常食用迷幻藥LSD與安非他命。萊米的女友蘇珊·班妮特在19歲因吸毒過量死亡後，也沒有過長期穩定的關係，因此他從未結婚。
他同時也是軍事兵器、納粹紀念品的收藏家，並且有時會使用納粹象徵在身上。對此他表示聽不懂種族主義之類的話題，他只是覺得壞人用的東西很帥：「收集納粹紀念品不代表我是法西斯或光頭黨。我只是喜歡那些衣物。我一直都很喜歡好看的制服，而在歷史上，總是壞蛋的制服最好看：拿破崙、同盟國以及納粹黨」。他也表示他是一個自由主義或無政府主義者，不支持納粹的理想。

## 生平

### 1945 - 1962年：出生、家庭與搖滾樂
1945年的聖誕夜，萊米出生在英國的史丹佛郡伯斯勒姆市，那裡是個工業城市。母親是一位圖書館員，父親是英國皇家空軍的隨軍牧師，在他出生三個月後便遺棄了母子二人。這種經歷在日後使萊米極度厭惡宗教，並體現在歌曲創作中。他說「關於宗教，唯一有趣的一點就是它到底殘害了多少人」。
父親離去後，他和母親與祖母搬到紐卡斯爾安德萊姆市，之後又搬到梅德利市。10歲時，母親嫁給足球員喬治·威勒士迦，全家搬到安格爾西島上的本萊赫鎮。他轉到阿姆盧赫的湯瑪斯·瓊斯爵士學校，但全校700名學生都講威爾斯語，只有他一人講英語，因此口音被眾人取笑。他說「從人類學的角度來看，其實這還蠻有趣的」。在那所學校，因為他時常向人借英鎊去玩角子機，嘴上常喊著「lend me!」，於是被同學們取了綽號「Lemmy」。面對家中經濟上的困難，他很小就有了賭癮。
12歲時，他迷上馬術、女孩和搖滾樂。因為他發現吉他可以吸引女孩子，便開始學著彈母親的吉他。15歲時，他因為用擴大機彈電吉他而被校方退學，之後與家人搬到康維市，開始在熱點電器工廠和一間騎術學校工作。16歲時，離家來到曼徹斯特，成日生活在搖滾樂與女孩之中。在洞穴俱樂部，他看了當時還未成名的披頭四樂團表演。1962年，他買了披頭四發行的首張專輯《請取悅我》，萊米很欽佩披頭四對社會譏諷頂撞的態度，特別是約翰·藍儂。
同時，他認識了一個叫凱茜的女孩，跟著她到斯托克波特鎮，並生了第一個兒子肖恩。但之後母子都沒有與萊米一起生活。

### 1963 - 1970年：早期的樂團活動
1963年在斯托克波特鎮，萊米先後加入了求雨人、摩城教，都在俱樂部中表演。
1965年，他加入了搖滾維克斯，獲得CBS公司的唱片合約，發行3首單曲，還在歐洲進行了巡演。這次巡演，讓萊米首次體驗真正的搖滾樂、他所嚮往的生活方式。回國後，隨著樂團來到曼徹斯特。在那邊，萊米和一個叫特蕾西的女孩生了兒子：保羅·因德爾，這個孩子六歲後與萊米的關係將十分緊密，直到他終老。
1967年，萊米離開搖滾維克斯到倫敦發展，他說：「當時所有最前衛、最新、最酷的搖滾都在倫敦，連披頭四後來也去了倫敦，不是嗎？你不去倫敦就吸收不到那麼多東西，想要精進、想要大開眼界，你就得去倫敦」。到了倫敦，他與吉米·亨德里克斯體驗樂隊的貝斯手和樂團經理共租公寓。很快的，他當上該樂團的技師，近距離觀摩史上最偉大樂器演奏家吉米·罕醉克斯彈奏吉他的風範。他說：「罕醉克斯是我見過最優秀的吉他手」。1968年，他加入迷幻搖滾樂團薩姆戈帕爾，並錄製了一張專輯《電扶梯》，他在該作品中擔任主唱和吉他。1970年，他加入了迷幻搖滾樂團貓眼石蝴蝶，但他們沒有獲得成功，不到兩年就解散。

### 1971 - 1975年：鷹族雄風
1971年8月，萊米加入太空搖滾樂團鷹族雄風擔任主唱兼貝斯手。在此之前他根本不會彈貝斯，而且他一直都是吉他手，早已把強力和弦彈成習慣。於是他形成了非常獨特的貝斯風格：沒有根音節奏、聽起來仍像和弦的低沉貝斯。萊米在努力練習後，逐漸掌握貝斯的彈奏技巧，並協助樂團找到方向。在此期間，樂團發行的單曲〈銀色機器〉表現亮眼，登上英國單曲排行榜第3名。
1975年5月，鷹族雄風巡迴演出期間，萊米因持有毒品在加拿大與美國的邊境被逮捕，他在監獄待了五天後被釋放。鷹族雄風因他「嗑的不是樂團規定的那種藥」，而且被拘捕讓樂團無法演出而開除了他。遭到樂團成員背叛，讓他學會了寶貴的經驗「不要依賴任何人」，他說：「不要覺得你認識某人就等於瞭解他」。

### 1975 - 2015年：摩托頭

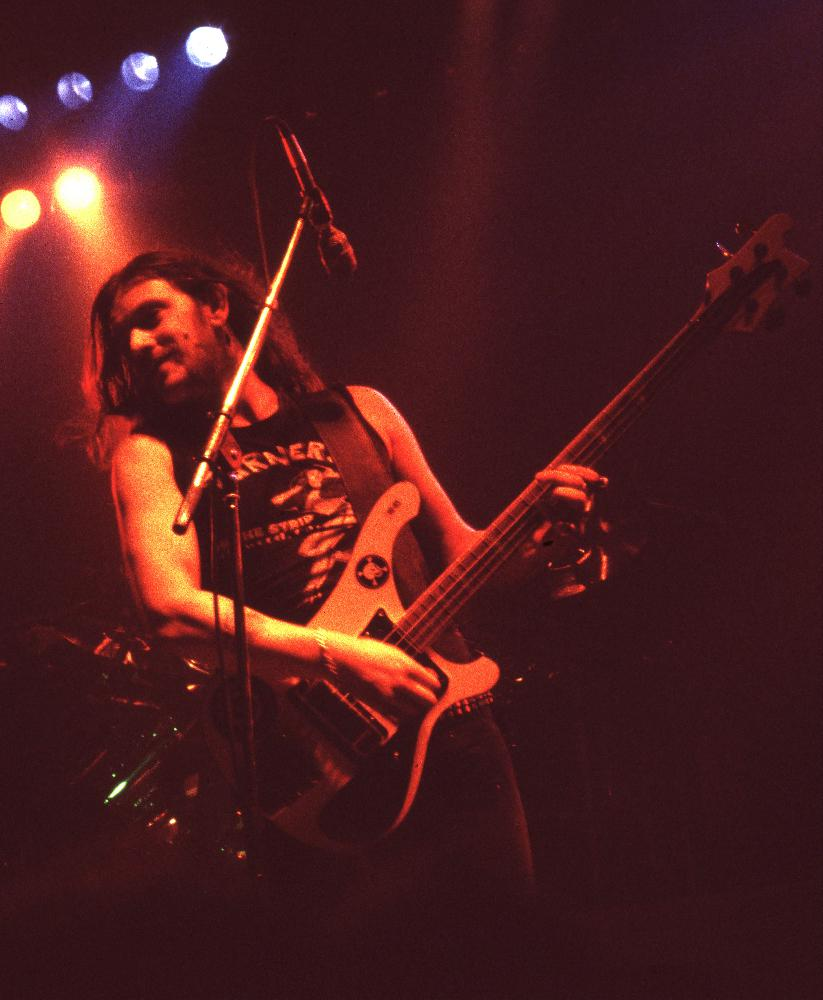
1982年的萊米

1975年6月，萊米成立了新樂團，最初叫做混蛋。萊米想做的音樂是「快速又兇狠」，就像MC5一樣。他設定的目標是：「專注於最原始的音樂：響亮、刺耳、盛氣凌人、偏執、異常快速的都市搖滾樂」。他招募了吉他手拉里·沃利斯和鼓手盧卡斯·福克斯。他們在練習之餘，經常參加小型演出，並為格林斯萊德和藍牡蠣的演出暖場過。經過幾次地下演出後，有音樂人建議他換個團名，混蛋這名字將來難登大雅之堂，萊米便想到他為鷹族雄風寫的最後一首歌，將樂團改稱為摩托頭。
1976年3月，成員變動為主唱兼貝斯手萊米／吉他手埃迪·克拉克／鼓手菲爾·泰勒。現今這三人被視為是摩托頭最經典的陣容，1979年3月24日，發行第二張專輯《殺過頭》，它獲得意想不到的成功，登上專輯榜第24名、單曲榜第39名，這代表樂團的重大飛躍。1980年11月8日，發行第四張專輯《黑桃A》，登上專輯榜第4名，獲金唱片認證。美國音樂資料庫AllMusic稱這張專輯是有顯著影響力的「硬搖滾經典」。
1981年6月27日，發行第一張現場專輯《到漢默史密斯都沒睡》，奪下英國專輯排行榜冠軍，成為80年代中第一支登頂的金屬樂團。亞馬遜公司表示：「這是有史以來最棒的現場專輯之一，紀錄了摩托頭強力三人組高張力的現場氛圍」。作家喬·麥基弗稱：「這是萊米／克拉克／泰勒陣容職業生涯的巔峰」，摩托頭躋身為一線樂團，在國際樂壇上贏得高知名度。
2015年12月11日在德國柏林，是摩托頭最後一次的公開演出。在萊米逝世次日，鼓手米基·迪證實樂團解散：「摩托頭當然結束了，萊米就是摩托頭，但是樂團將在很多人的記憶中活下去。我們不會再做任何巡演，不會再有專輯。而火炬將會傳承，萊米活在每個人心中」。吉他手菲爾·坎貝爾也說：「摩托頭已走入歷史了」。

### 1999 - 2015年：貓族首領
1999年7月，在貓王紀念專輯《向貓王特別致敬》完成錄音後，萊米在錄音室拿起吉他，開始彈唱一些強尼·凱許、巴迪·霍利和艾迪·科克蘭的經典老歌。於是斯利姆·吉姆·芬德、丹尼·哈維和萊米組成了翻唱樂團貓族首領。2006年，貓族首領推出了第一張正式專輯《黃粱美夢》。2011年發行專輯《說到做到》。
萊米說：「因為我的年齡越來越大了，和貓族首領一起演出要比摩托頭容易多了，我不用唱那麼高，有些歌一口氣就能唱完。我當然也愛摩托頭，它是我的孩子」。

## 晚年、疾病和逝世

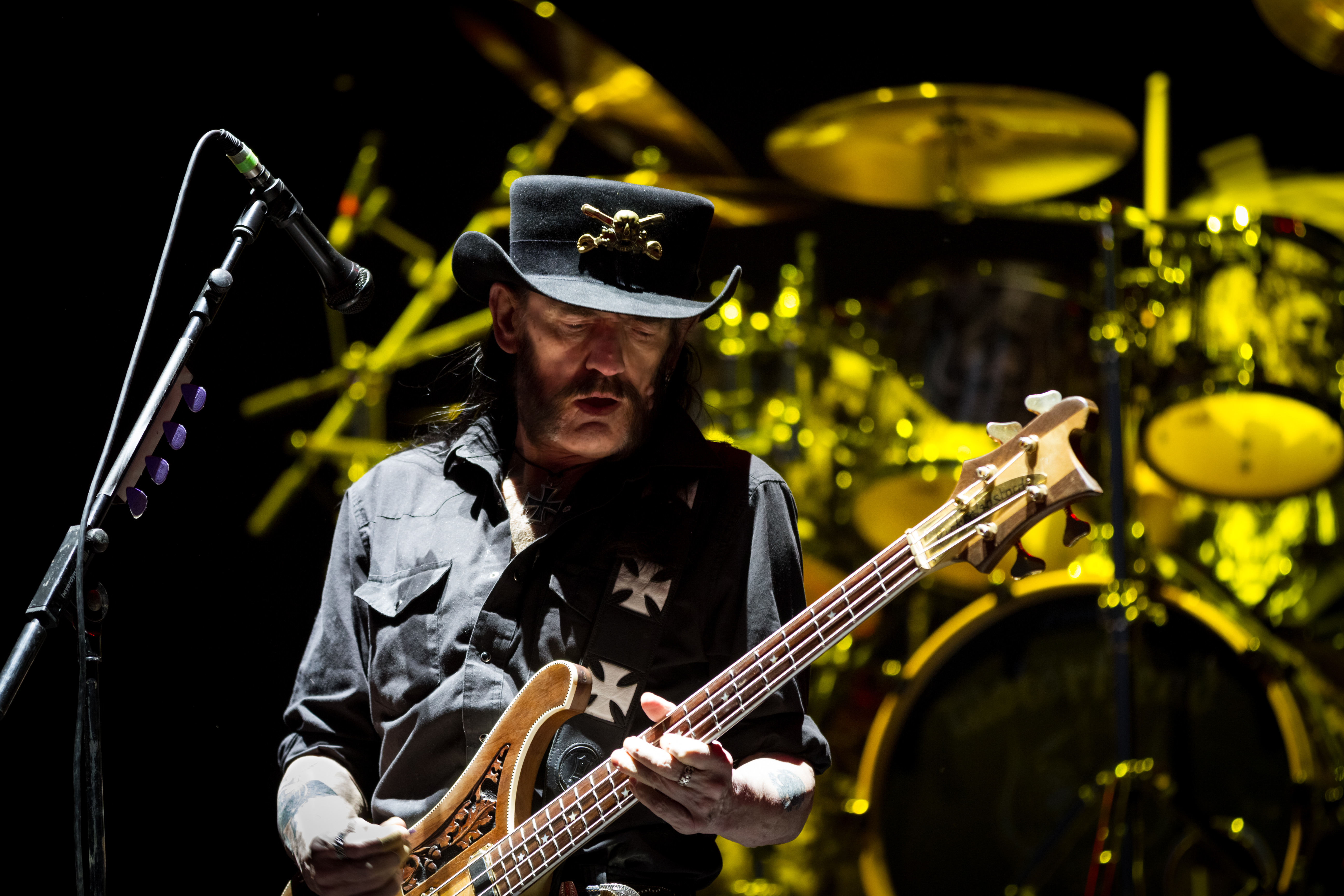
2015年的萊米

萊米自1990年就搬到美國洛杉磯定居，位於西好萊塢的日落大道上。因為他很喜歡去一家叫做彩虹酒吧的餐廳，於是便在同一條街上租了房子，走路就可以到彩虹酒吧。彩虹酒吧幾乎是萊米另一個家，他沒有巡演或錄音的時候幾乎都待在那玩遊戲。連音樂圈也常開玩笑：「去彩虹喝一杯怎樣？順便跟萊米打個招呼」，結果往往都能在那遇到萊米。該酒吧有一張萊米專屬的座位，掛著一面小牌子寫著「萊米的椅子」。
2015年12月13日，摩托頭舉行慶功宴後，經紀人陶德·辛傑曼感覺萊米狀態不佳、語言能力怪異。之後便至醫院進行腦部掃描，確認是否是輕微中風。12月26日，醫生到萊米家中，告知他發現大腦和頸部有腫瘤，判斷還能活2至6個月，萊米反應平靜，他只說「哦，才兩個月，是吧？」。醫生計畫讓萊米在家中治療。他平時在彩虹酒吧愛玩的遊戲機台也被搬到了家中。
12月28日，在萊米慶祝70歲生日後第四天，他玩了幾個小時的遊戲，彩虹酒吧的老闆麥可·麥格利也來探視。當晚萊米在睡夢中、因攝護腺癌、心律不整和心臟衰竭去世。
黑色安息日主唱奧茲·奧斯本隔日發表了追悼文：「當我得知消息的時候，我能做的就是坐在那裡，回憶和他在一起的時光。他是個好人，對於我來說是一個不可多得的摯友，我到現在一直為他的死感到傷心。搖滾界的一位恆星隕落了，他在我心中就像神一般的存在著。當今音樂界裡像萊米這樣的性情中人真的是少之又少，他真的是個人物，活在屬於他自己的生活方式中：泡妞、嗑藥、一直不停的搖滾和開唱，這才是真正的萊米。他簡直就是一個完美的好友。我現在真的很想念他，我將永遠無法把他忘記。我不認為萊米會被眾人遺忘。我很遺憾就這樣失去了他，他是一個好夥伴，一個好人，是我的摯友！他真的是一個好人，只可惜英雄早逝。願上帝保佑你，我的摯友萊米。」

### 葬禮

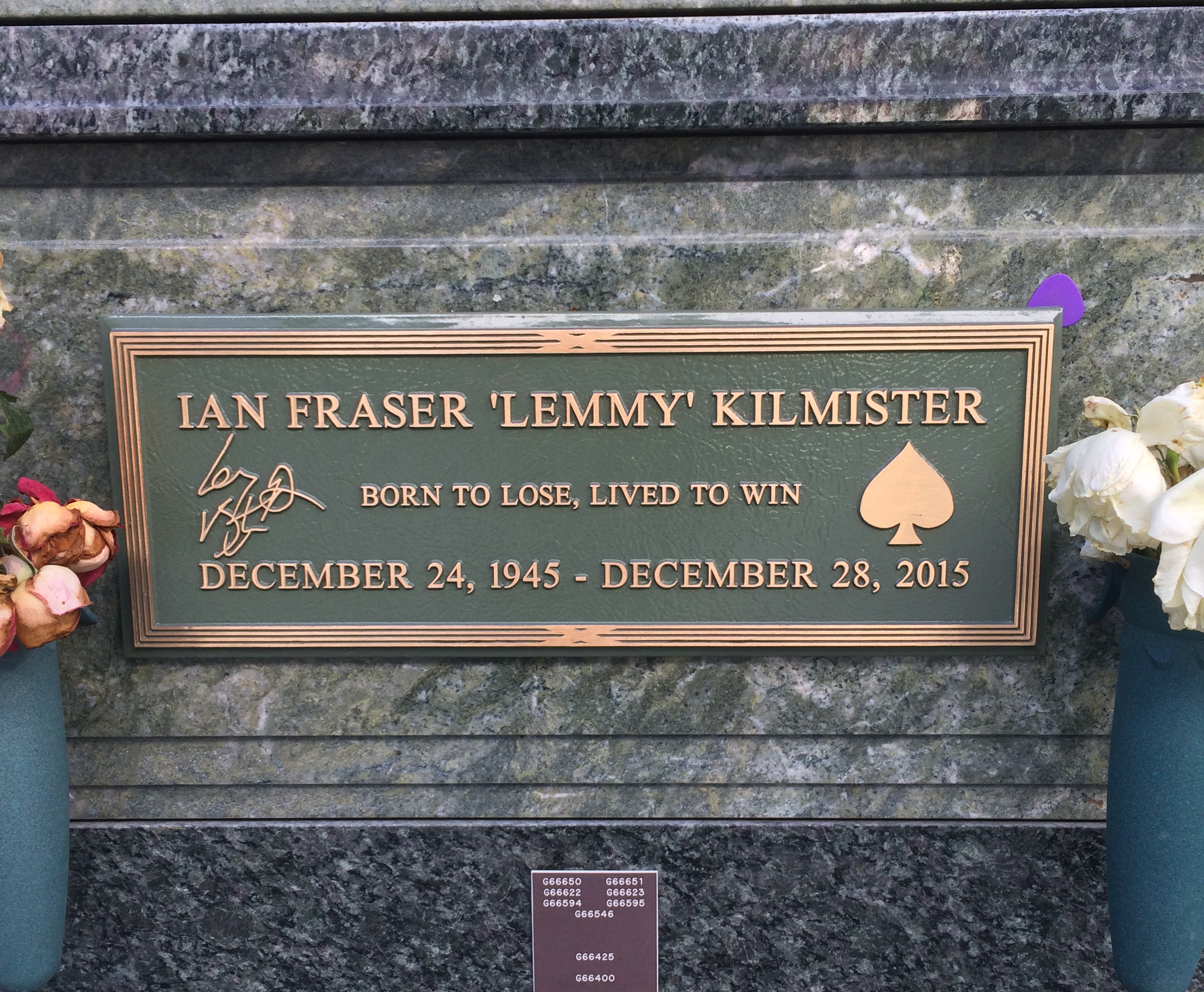
萊米的墳墓

2016年1月9日，萊米的葬禮在森林草坪紀念公園舉行。出席者包括摩托頭鼓手米基·迪、猶大祭司主唱羅伯·哈爾福德、金屬製品鼓手拉爾斯·烏爾里希和貝斯手羅伯特·特魯希略、槍與玫瑰吉他手史萊許和鼓手馬特·索朗姆、幽浮一族主唱戴夫·格羅爾、炭疽吉他手伊恩·斯科特、愛麗絲囚徒貝斯手麥可·伊內茲、世界摔角娛樂明星Triple H、兒子保羅與摩托頭經紀人陶德·辛傑曼。
戴夫·格羅爾表示：「今天在這邊的每個人都知道，萊米不僅是個老喝威士忌、看起來總像個壞蛋的搖滾巨星；也是個非常善良仁慈、並樹立了典範的好人，因為他總是如此善待每個人」。
同時在YouTube上現場直播，有超過23萬人登錄觀看，而另一些人則聚集在彩虹酒吧追悼萊米。

## 個人生活

### 酒精和毒品

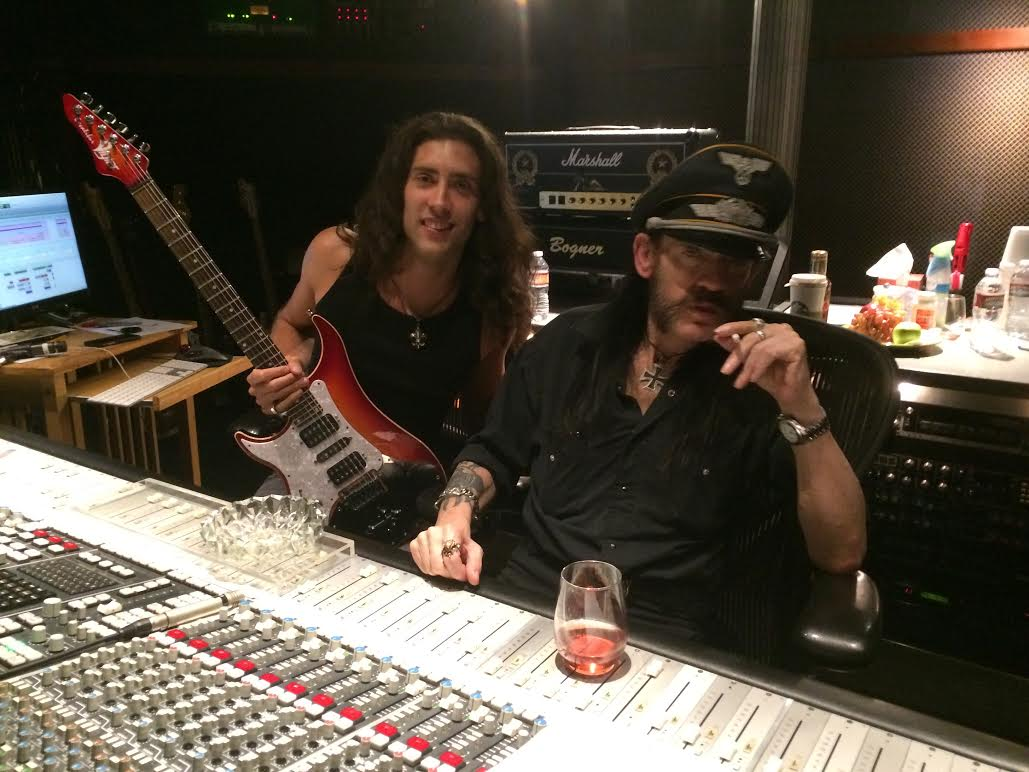
萊米幾乎隨時都在抽菸喝酒，以至於他的歌聲也有獨特的菸嗓、酒嗓

萊米曾說自30歲起，每天至少都要喝掉一瓶傑克丹尼（威士忌品牌），並且是安非他命的支持者。他說：「我從來沒有宿醉過，因為宿醉的首要條件就是停止喝酒」。金屬製品的主唱詹姆斯·海特菲爾德說：「他喝再多還是精神奕奕、還是保持著舞台風采，也不會胡言亂語。看他永遠那麼清醒的眼神，其實還蠻可怕的」。好友奧茲·奧斯本也說：「我從來沒看過萊米醉倒，他真的非常能喝，一般人像那樣喝早就醉死了，我們都勸過他，但他真的很頑固，非喝不可」。對此他不願多談：「我不想年輕人學我的壞習慣，這只是我個人的選擇，別因為我而糟蹋你美好的未來」。
隨著年齡增長、罹患糖尿病和高血壓，因此他稍微減少了酒精和毒品的用量。2013年，他裝了植入式心律去顫器。即便如此，他仍繼續飲酒與用藥，將威士忌改成伏特加，他說：「我不會妥協的。以一種你不喜歡的方式活到99歲有什麼意義？這就是我生活的一部分，我就想每天都快活的過」。
90年代他在醫院住院時，被醫生說：「你的血對你來說沒問題，但是它有毒性，請你不要捐血，這樣會害死別人」。針對生活方式對身體帶來的傷害，萊米說：「我從不後悔。後悔沒半點用，太晚了。做過的事就是做了，不是嗎？你做出生命的選擇，還妄想重來毫無意義」。萊米的女友蘇珊·班妮特在19歲因吸食過量海洛因死亡後，萊米再也沒有過長期穩定的關係，因此他從未結婚、也不吸食海洛因。
每當萊米被問起年紀以及健康問題時，他顯然覺到受到冒犯：「我就不懂，為什麼到某個時候大家就開始覺得你太老了。我沒有太老，在我覺得自己太老之前，我就他媽的一點都不老」。他更對樂團的活動表示：「看樣子我還是堅不可摧，只要我還能在舞台上不靠拐杖走路，我就會繼續表演，其實就算撐著拐杖我還是會上台」。

### 性愛
2005年，在英國第四台拍攝的紀錄片《摩托頭：快活不死》中，記者說萊米睡過「兩千個女人」。《美信》雜誌將萊米列為「性生活的傳奇人物」第8名。然而，萊米在2010年的紀錄片《萊米：49%是混蛋，51%是王八蛋》中說：「我只睡過一千個女人」。
萊米也在紀錄片中透露，他以前在學校裡目睹一個男學生帶了吉他，結果就被女同學包圍的情景。於是他向母親借了夏威夷四弦琴，把它帶到學校，結果萊米也被女同學包圍了。他說：「吉他是一塊吸引"女陰"的磁鐵」。
萊米有一次在演唱會上暈倒，醒來後他告訴醫生，當天下午被幾個女孩子口交了三次，可能因此太累才暈倒。他多次表達了對女性的愛與尊重，也認為搖滾與婚姻只能擇一：「無論男人或女人，玩樂團很難投入一段感情，不是外遇就是變怨婦，因為你整天不在家。即使兩個人在同一支樂團也一樣，一年也許有七個月都在外面演出，誰受得了？性最多只能維持兩小時，而搖滾能維持一輩子」。

### 音樂影響

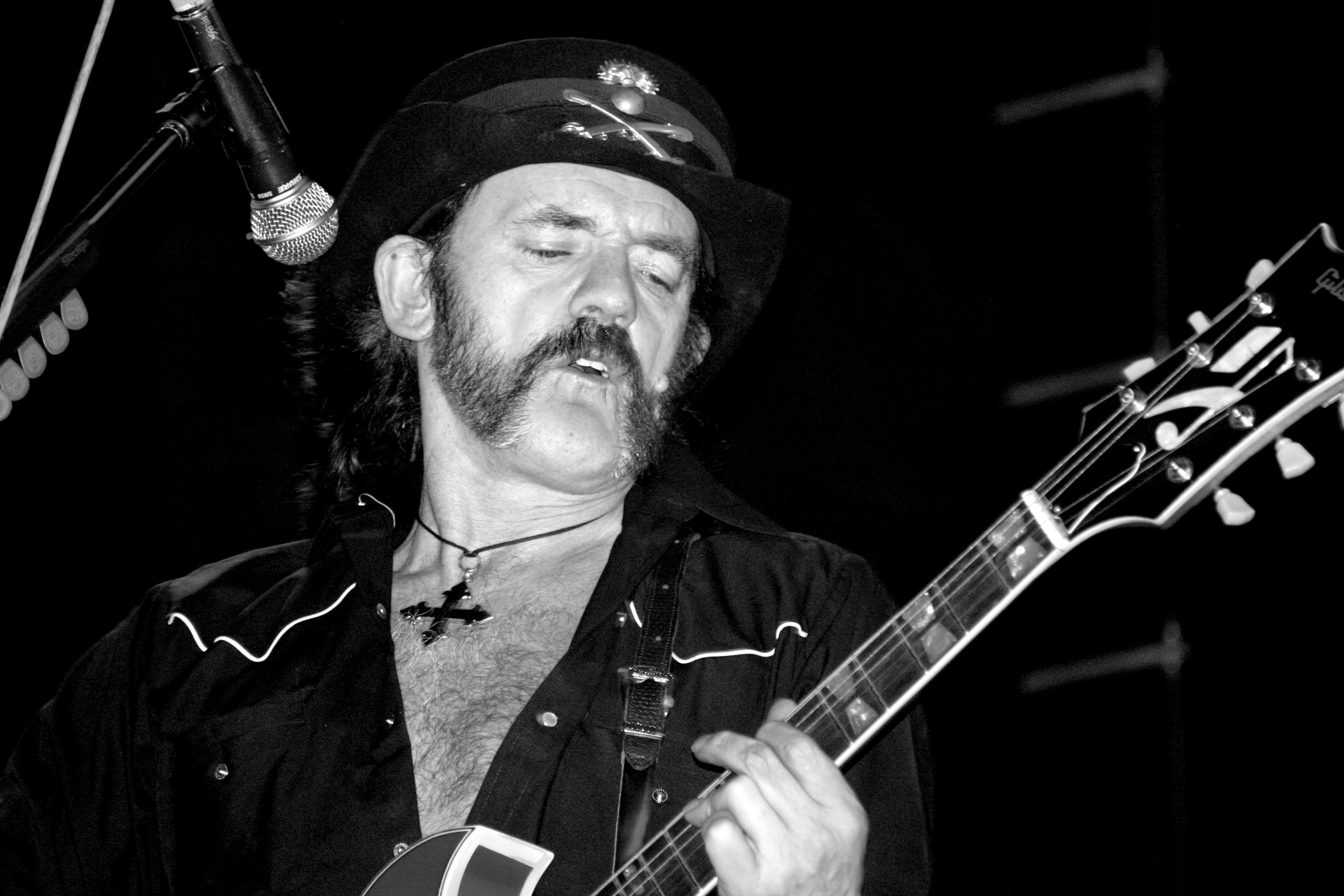
萊米是融合龐克樂與金屬樂的第一號人物

70年代中，龐克音樂與重金屬音樂是全然對立的，包括外型、態度和音樂，兩個流派互相仇視。若在一場演唱會上同時有金屬樂團和龐克樂團，便很難相安無事。不只在歐美，當時在日本也是對立的情況。而萊米是第一個融合龐克和重金屬的重要音樂人。他結合兩者的元素和優點，將沒人敢隨意僭越的界線打破，憑藉著超快節奏、強力即興重複段、低沉的侵略性嗓音、簡單押韻、粗獷原始的強烈主題，成為世界上獨一無二的重型搖滾樂。
他的摩托頭是刺激英國重金屬新浪潮誕生的典範之一，也參與了1970年末到1980年代初的重金屬音樂復興運動。他將上個世代沉寂的金屬樂革新，席捲音樂排行榜和唱片市場。並促使了速度金屬和鞭擊金屬的發展。萊米沙啞的嗓音具有粗麻低沈、侵略性強的鮮明風格，被認為是當前金屬樂死腔的指標性起源。美國音樂資料庫AllMusic的資深編輯史蒂芬·托馬斯·艾爾維恩稱：「摩托頭壓倒性的重金屬音量和快速的風格，是70年代末最具開創性的音樂類型之一。摩托頭不是龐克搖滾，他們是第一個融合龐克和金屬的樂團，形成了特殊的音樂能量，並在過程中，他們導致了速度金屬和鞭擊金屬誕生」。
然而，每當被提及這類問題時，萊米曾明確表示自己玩的是搖滾樂，他始終只用簡單的「搖滾(Rock 'N' Roll)」來形容自己的樂團。2011年，他說：「我們不是重金屬，我們是一支搖滾樂團，現在仍然如此。不管我講幾次，大家還是說我們是重金屬，為什麼大家都不聽？」。

### 形象
萊米的形象具有鮮明的男子氣概。他的服飾與外表在過去三十多年都是一貫的風格：融合搖滾、飆車族、西部牛仔與軍官特質，以及長年不變的連鬢鬍。再加上他經常直言不諱，完全不在乎外界看法的率真態度，都成為重金屬和搖滾樂的象徵之一。
音樂界盛傳著一句話來形容他的硬派形象：「如果有一顆核彈掉到地球上，最後能活下來的只有蟑螂和萊米。」

### 收藏
萊米在洛杉磯的家中收藏有大量的軍事刀械、納粹紀念品。包括共濟會匕首、親衛隊匕首、軍官配劍、納粹旗幟、獎章、制服、飾品、銀器、餐巾、頭盔、軍官大盤帽等等。並且有時會使用軍事象徵在身上，例如鐵十字勳章。對此他表示聽不懂種族主義之類的話題，他只是覺得壞人用的東西很帥：「每個人都有收藏喜好。收集納粹紀念品不代表我是法西斯或光頭黨。我只是喜歡那些衣物、工藝和設計。我一直都很喜歡好看的制服，而在歷史上，總是壞蛋的制服最好看：拿破崙、同盟國以及納粹黨」。他說：「如果以色列國防軍的制服好看，我也會收藏，可是他們沒有好看的」。萊米也評論二戰時英軍的卡其色制服像「沼澤裡的青蛙」。他也批評宗教存在的理由，說他自己是一個不可知論者：「如果你相信宗教，你就是個白癡」。
奧茲·奧斯本說：「我去他家找他，那地方簡直不可思議！他的公寓牆上掛滿各種軍事武器，整面牆就像一個巨大的博物館。以前我只要能弄到做工精良的刀和匕首之類的武器，都會送給他，收藏武器已經變成他的一種業餘愛好了。我們對二戰都很著迷，但是他對那方面實在是太精通了，他對那段歷史簡直倒背如流」，他也開玩笑說：「如果納粹黨想東山再起，他們可以來跟萊米借裝備」。
他在接受德國媒體《南德意志報》採訪時，表達了對希特勒的看法：「你不得不承認，他是個演講天才。沒有人能嘴得過他，他是二十世紀最引人注目的演說家。能跟希特勒的個人魅力匹敵的人 - 只有奧茲·奧斯本，而且奧茲還能唱歌！整個歐洲曾經充滿了法西斯，有一大段時間沒有人能抓住他。他是個擋不住的傢伙」。

### 軼事
萊米曾經教性手槍的貝斯手席德·維瑟斯如何彈貝斯，他教了三天後放棄，說：「席德無可救藥」。

### 設備
萊米的表演特點是「架得比他還高」的麥克風，這是他早期組團時的習慣，總是面朝上、仰著頭唱歌，而不是朝著觀眾。他說：「只是因為這樣比較好唱。當表演時台下只有10個人和1隻狗來看的時候，我就這樣了，仰著頭唱我就不用跟底下的人互看」。
萊米的第一把貝斯是1971年加入鷹族雄風時買的。他的職業生涯中，大部分都是使用瑞肯貝克生產的貝斯。而他為自己的貝斯取了綽號叫「瑞肯渾蛋」。1996年9月，他的瑞肯貝克貝斯曾在搖滾名人堂的活動中展示。瑞肯貝克也相繼推出全手工雕刻的4004LK "萊米·凱爾密斯特"限量版簽名琴。

## 作品
（包括萊米在籍時的音源、影像收錄作品、再發售作品）

| 摩托頭 參見主條目：摩托頭作品 搖滾維克斯 - 咻！煞到你／斯特拉（1965年） - 沒關係／留在我身邊（1965年） - 花花公子／收回你的偽善（1966年） - 精選輯：沒關係（2000年） 薩姆戈帕爾 - 電扶梯（1969年） - 馬／後門的人（1969年） 鷹族雄風 - 格拉斯東伯瑞（1972年4月） - 卡車司機派對（1972年4月28日） - 銀色機器／Seven by Seven（1972年6月9日） - 都蕊咪發蒐拉西都（1972年11月24日） - 光之王／生於前行（1973年） - 太空儀式（1973年5月11日） - 城鎮游擊戰／汙染腦袋（1973年7月27日） - 燒烤大廳（1974年9月6日） - 迷幻軍閥／太簡單了（1974年9月6日） - 速度之王／摩托頭（1975年3月7日） - 時間戰士（1975年5月9日） - 怪異的錄音帶（1983年11月） - 地球儀式試演（1984年3月2日） - 給我拿來尤里·加加林的頭（1985年1月） - 太空儀式第二輯（1985年5月） - 鷹族雄風選輯（1985年11月4日） - BBC廣播一台演唱會實況（1991年） - 星期五搖滾秀（1992年3月） - 1999派對（1997年11月） | 羅伯特·卡爾弗特的樂團 - 噴出／趕上落下的星際戰鬥機（1974年） - 洛克希德船長和星際戰鬥機（1974年） - 黃蜂之王／綠蠅與玫瑰（1980年） 萊米與鐓鍛機 - 藍色麂皮鞋（1990年） 貓族首領 - 萊米、斯利姆·吉姆與丹尼（2000年） - 貓族首領現場：搖滾貓族俱樂部（2006年） - 搖滾貓族俱樂部：日落大道現場實況（2006年4月25日） - 黃粱美夢（2006年6月27日） - 說到做到（2011年7月5日） - 黃粱美夢／搖滾貓族俱樂部（2011年） - 好吧好吧／監獄第九區的暴動（2013年） 其他作品 - 毀損案（2006年） 樂團合作 - 命定（1978年） - 我只是高興不起來／舞廳突襲（1979年11月） - 別那樣做（1980年） - 情人節大屠殺（1981年2月1日） - 在你的男人旁（1982年） 慈善合作 - 傾聽與援助（1985年） - 烏合之眾 – 你永遠不會獨行（1985年） - 緊急事件（2011年） |

| 客串（音樂作品、演出嘉賓、配音） - 性手槍：〈陽光下的假日〉音樂錄影帶（1977年10月14日） - 阿爾伯特·約芬南：〈倒數〉（1984年） - 男孩別哭：〈我想當牛仔〉音樂錄影帶（1986年） - 尼娜·哈根：〈派對在哪〉（1989年） - 鞋油：〈抓緊〉（1992年5月19日） - 少年小刀：〈番茄頭〉（1994年1月25日） - "快手"埃迪·克拉克：〈對魔鬼嘲笑〉（1994年3月21日） - 扭曲黃雀：〈電椅音樂〉（1996年11月18日） - 醜小子喬：《加州汽車旅館》（1996年10月22日） - 神話世界的夢想：〈希臘和羅馬神話故事〉（1996年） - 扭曲黃雀：〈戰場之聲〉（1996年） - 雷蒙斯：〈R.A.M.O.N.E.S.〉（1997年11月18日） - 噴氣機男孩：〈失與得〉（1999年9月7日） - 扭曲黃雀：〈搞啥〉（1999年9月8日） - 野獸：〈地獄公路〉（1999年） - 多柔：〈永遠愛我〉（2000年9月1日） - 搖擺貓：〈今夜搖滾〉／〈試著抓你〉／〈纏住你〉（2000年2月8日） - 海盜：〈搖滾底子〉（2001年4月17日） - 狗毛：〈法律〉（2001年9月18日） - 皇家愛樂樂團：〈毀滅前夕〉（2002年） - 王牌之聲：〈還是餓〉（2003年6月30日） - 扭曲黃雀：《年度專輯》（2003年11月24日） - 專業機器人：〈撼動你的血液〉（2004年2月10日） - 扔抹布：〈今晚讓酒瓶放倒自己〉（2005年7月12日） - 多柔：〈我們是一體〉（2006年11月24日） - 梅爾德倫：〈當我離去，你一定會想我〉（2007年5月11日） - 勇士：〈刑罰代價〉（2007年8月7日） - 科力·烏鴉：〈生活壞小子〉（2007年） - 空降：〈野化〉音樂錄影帶（2007年6月23日） - 我們祝你金屬快樂：〈跑啊!魯道夫〉（2008年） - 女子學院：〈別跟我說話〉（2008年10月24日） - V皇后：〈浪費〉（2009年2月23日） - 惡黑搖滾：殺戮大師 配音（2009年10月13日） - 史萊許：〈醫生的托辭〉（2010年3月31日） - 麥可·門羅：〈放蕩的藝術〉（2011年3月14日） - 多柔：〈還是疼〉（2012年10月19日） - 納什維爾貓：〈懶惰的耶穌〉（2012年） - 移民：〈搖滾之城〉（2014年11月14日） | 客串（電影、影片、摔角配樂、其他專輯） - 吃掉有錢人：客串（1987年10月） - 西方文明的衰落第二部: 金屬歲月：被採訪對象（1988年6月17日） - 硬體：客串／〈破管子〉（1989年） - 貓王的最後誘惑: 〈藍色麂皮鞋〉（1990年3月24日） - 無腦：客串／〈地獄再起〉（1994年8月5日） - 重金屬群星向皇后樂團致敬：〈讓你媽失望〉（1997年1月21日） - 蠢密歐與茱麗葉：旁白（1997年2月28日） - 雷電霹靂：向AC/DC致敬：〈成功之路難行〉（1997年12月23日） - ECW：極端音樂：〈睡魔入侵〉（1998年10月27日） - 特羅馬警報：客串（1999年10月29日） - 蝙蝠頭的湯：像奧茲致敬：〈慾望〉（2000年8月22日） - 毒魔復仇第四集：客串（2000年10月8日） - 窮困潦倒的玩偶：客串（2001年） - 費斯諾斯穆電影原聲帶：〈硬核〉（2001年2月6日） - 向金屬製品致敬：〈無所謂了〉（2001年2月13日） - 世界摔角娛樂「摔角狂熱 X-11」：現場演奏〈遊戲〉（2001年4月1日） - 超越：〈渴與慘〉（2002年10月8日） - 金屬大隊：〈今夜搖滾〉（2002年） - 查麗的死咒：客串（2003年） - 旋轉瓶：重金屬群星向吻樂團致敬：〈大聲喊出來〉（2004年4月27日） - 海綿寶寶電影版：〈你最好游起來〉（2004年11月14日） - 重金屬之旅：被採訪對象（2004年12月31日） - 獸的數字：重金屬群星向鐵娘子致敬：〈開膛手〉（2005年10月11日） - 魔戒粉絲：被採訪對象（2005年11月22日） - 世界摔角娛樂「摔角狂熱 21」：現場演奏〈遊戲〉（2005年2月3日） - 幽浮一族海德公園: 〈撼動你的血液〉（2006年6月17日） - 再爽一次: 向世界上最偉大的奧茲奧斯本致敬：〈慾望〉（2006年2月21日） - 80年代金屬：〈成功之路難行〉（2006年5月16日） - 屠殺披頭四：〈回到蘇聯〉（2006年10月24日） - 弄壞滑板十分抱歉原聲專輯：〈伴隨我一生〉（2009年10月27日） - 丹可瓊斯：〈充滿悔恨〉音樂錄影帶（2010年5月12日） - 幽浮一族：〈白色加長禮車〉音樂錄影帶（2011年3月28日） 紀錄片 - 摩托頭：快活不死（2005年8月22日） - 萊米（2010年3月15日） - 萊米：49%是混蛋，51%是王八蛋（2011年2月15日） |

## 紀念
2017年，一種生活於侏羅紀中期的真蜥鱷科爬行動物被定名為「鈍齒萊米鱷」（Lemmysuchus obtusidens）。提出這個名字的人是參與該研究的古生物學家Lorna Steel，身為摩托頭的粉絲，她表示：「作為長久以來的歌迷，我很開心能有機會藉由這樣的方式讓一位搖滾巨星永存。」

## 外部連結
- 摩托頭官方網站 （页面存档备份，存于）
- 萊米在互联网电影资料库（IMDb）上的資料（英文）